# Speleoklub Bobry
Bobry – speleoklub działający w Żaganiu od 1966 roku, założony przez amatorów speleologii, m.in. Edwarda Kęska i Henryka Zyzańskiego, działających w Harcerskim Klubie Taternictwa Jaskiniowego w żagańskim Technikum Włókienniczym. Harcerski Klub Taternictwa w Żaganiu stworzył Józef Klimas. W latach siedemdziesiątych istniało kilka sekcji, w tym jaskiniowa, turystyczna, kajakowa, oraz kulturalna z kabaretem "Siekacz". Niedawno powstała nowa sekcja – morsów.
Dziś klub liczy około 80 osób, w wieku od kilkunastu do kilkudziesięciu lat.
Jego członkami są w większości mieszkańcy Żagania i Żar lub okolic, ale także pochodzący z odległych rejonów kraju. Prezesem Klubu jest Marcin Furtak. Klub zrzesza miłośników gór, są to przede wszystkim grotołazi, alpiniści, turyści. Członkowie klubu zajmują się zdobywaniem i eksploracją jaskiń, prowadzeniem w nich badań. Co roku prowadzą kursy taternictwa jaskiniowego, a w Sudetach organizują Mistrzostwa Polski w Technikach Jaskiniowych – Złoty Karabinek.
"Bobry" brały udział w ponad 60 wyprawach górskich i jaskiniowych. Działali m.in. w Meksyku, Wietnamie, Chinach, Kazachstanie, Tadżykistanie, Kirgistanie, Tybecie, Nepalu, Turcji, Peru, Ekwadorze, Maroku, Tanzanii, Papui. W Alpach Salzburskich odkryli ponad 150 jaskiń, a w 1981 roku ogromną studnię Hades o głębokości 455 metrów, która przez 13 lat była uznawana za najgłębszą studnię jaskiniową na świecie.
W kraju działają przede wszystkim w Sudetach. Swoją bazę mają w Wojcieszowie, w Górach Kaczawskich. Odkryli tam kilkanaście jaskiń, w tym drugą pod względem głębokości w Sudetach – Jaskinię Imieninową.
W 2000 roku klub otrzymał ogólnopolską nagrodę Kolosa za eksplorację roku.